# 须蜂鸟
，是雨燕目蜂鸟科的一种鸟类，是须蜂鸟属（学名：Oreonympha）的唯一一种。
须蜂鸟体重约7.7克，翼长约80.2毫米，嘴峰长约26.9毫米，喙宽度约2.4毫米，喙厚度约2毫米，跗蹠长约7.5毫米，尾长约77.2毫米。须蜂鸟在其分布区内为留鸟，其栖息在半开放的灌木丛中，食性为草食性，主要食物来源是植物的花蜜。

## 亚种
- ：分布于秘鲁中西部的安第斯山脉地区（萬卡韋利卡）。
- ：分布于秘鲁南部的安第斯山脉地区（库斯科省和阿普里馬克大區）。[4]